# 野間五造

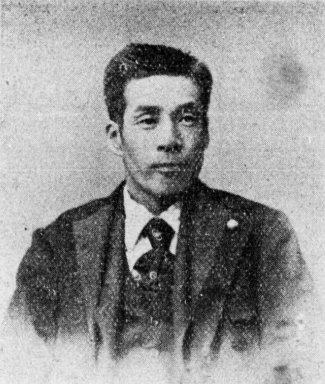
野間五造

野間 五造（のま ごぞう、慶応4年3月10日（1868年4月2日） - 昭和21年（1946年）2月18日）は、日本の衆議院議員（憲政本党）。ジャーナリスト。

## 経歴
岡山藩士野間隼太の長男として生まれる。岡山中学校を卒業後、同志社英学校などを経て、1887年（明治20年）に東京専門学校に入学した。1888年（明治21年）に英語科を卒業し、翌年には邦語政治科を卒業した。1890年（明治23年）、『東京日日新聞』の記者となる。翌年、清に渡って広東同文館で中国語を学び、また『東京日日新聞』『東京新報』特派員として長江流域の哥老会反乱を報じた。1893年（明治26年）、沖縄県に渡って琉球新報社を興し、主筆となった。翌年、日清戦争が勃発すると戦地通信員として渡清した。1895年（明治28年）より台湾に移り、台湾商工会や台湾紳商協会を興し、主幹を務めた。
1898年（明治31年）、第6回衆議院議員総選挙に出馬し、当選。第7回衆議院議員総選挙でも再選された。
その他、早稲田大学評議員を務め、憲法学を講じた。

## 著書
- 『立法一元論 - 貴族院無用論（上・下）』（白揚社、1926-27年）